# Epic Records
Az Epic Records egy amerikai lemezkiadó, mely a Sony Music Entertainment tulajdonában áll. Az Epic eredetileg jazz és klasszikus zenei lemezeket adott ki, de bővítették zenei palettájukat, hogy más zenei stílusokat is képviselhessenek. Az Epic Records 1953-tól egészen napjainkig lemezkiadással foglalkozik.

## Története

### Kezdetek
Az Epic Records 1953-ban lépett működésbe a CBS céljából, hogy jazz és klasszikus zenével foglalkozzon és hogy azokat adja ki. A logó, melyben világos-sárga, fekete és kék színek voltak találhatók, hamar elterjedtek mint a jazz és a klasszikus zene kiadójával.
Az Epic előkelő filharmonikusokkal dolgozott együtt és ezeknek a műveit adta ki.

### Az 1990-es évektől napjainkig
Ma a Sony Music Entertainment a tulajdonosa az Epic Records-nak és a CBS Records-nak, így megalapították a Sony Music-ot 1991-ben. 2009 februárjától az énekes-dalszerző Amanda Ghost lett az Epic Records elnöke, akit 2014 márciusában Sylvia Rhone váltott. 2014 áprilisában 51 előadónak és zenekarnak adott otthont az  Epic Records. A kiadó az idők folyamán több híres eladóval és zenekarral dolgozott együtt, többek között Michael Jacksonnal, Céline Dionnal, Mariah Carey-vel, a Pearl Jammel, Ozzy Osbourne-nal, Gloria Estefannal, a TLC-vel, Jennifer Lopezzel, Puff Daddyvel,  George Michaellel és Shakirával

## Fordítás
Ez a szócikk részben vagy egészben  az   Epic Records című angol Wikipédia-szócikk fordításán alapul.  Az eredeti cikk szerkesztőit annak laptörténete sorolja fel. Ez a jelzés csupán a megfogalmazás eredetét és a szerzői jogokat jelzi, nem szolgál a cikkben szereplő információk forrásmegjelöléseként.